# 母親三十歲
《母親三十歲》（英語：Story of Mother）是於1973年上映的臺灣電影，發行商為大眾電影，電影改編自於梨华的小说《母與子》，由張永祥編劇、宋存壽導演、陳坤厚攝影，並由李湘、衣依、秦漢、趙婷、庹宗華等主演。本片獲台灣影評人協會評選為1973年「最佳國語片」。

## 故事大綱
居住於臺灣嘉義市的男主角朱青茂，於童年時代，曾目睹母親與人通奸，對母親心懷怨恨。父親朱伯尼染上重症、生命垂危，卻為省錢而不到臺北市治病。母親冷待患病的父親，更天天離家和男友偷情。朱青茂說服父親到台北看病，回家時竟發現母親和男友在家中幽會，父親因而氣死。由於朱青茂痛恨母親的放蕩不端，父親死後決定離開嘉義，到台北投靠在慈祥的吳伯母。
後來母親與男朋友同居，年幼的三妹朱青萍因缺乏照顧，高燒幾天後不幸夭折。清萍死後，母親因被男友毒打而分手，之後改嫁表叔宗寶，和二弟移居屏東縣。朱青茂因而更憎恨母親，不願再見到她。朱青茂長大後變得脾氣古怪、喜怒無常，女友張玫中更他的忽冷忽熱態度而吵架。
由於二弟朱青昌一事無成，母親更希望與朱青茂改善關係，曾數十次到台北找他，但只能偷偷看他。最後只能託張玫中幫忙，但清茂避而不見，內心變得扭曲，對女性更充滿懷疑和憎恨。在吳伯母的勸解下，清茂願意和女友到旅館會見母親，但卻因見到有個男人（其實是旅館的廚師）從母親房間出來而產生誤會。
幾經波折，直至清茂大學畢業，乘火車到成功嶺受軍訓，母親趕來台北送行，清茂在前行中的車廂中看見母親提著橘子跑來道別，最後目睹奔跑中的母親在平交道上被汽车攔腰撞倒。

## 演員表
| 演員   | 角色       | 備註                                   |
| 秦漢   | 成年朱青茂 |                                        |
| 庹宗華 | 幼年朱青茂 |                                        |
| 金永祥 | 朱伯尼     | 朱青茂的父親，居於嘉義市               |
| 李湘   | 梅英       | 朱青茂的母親                           |
| 鄧玨人 | 成年朱青昌 | 朱青茂的二弟                           |
| 趙婷   | 朱青萍     | 朱青茂的三妹，早夭                     |
| 衣依   | 張玫中     | 朱青茂的女友                           |
| 周仲廉 | 吳伯父     | 居於臺北市                             |
| 張冰玉 | 吳伯母     | 本名吳慧德，朱青茂父親的大姐，居於臺北 |
| 乾德門 | 梅英男友   | 朱青茂母親的男友                       |
| 武家麒 | 宗寶       | 朱青茂的表叔，居於屏東縣，後來娶了梅英 |
| 唐蓉蓉 |            |                                        |
| 楊洋   |            |                                        |

## 獲獎
《母親三十歲》獲台灣影評人協會選為 1973 年「最佳國語片」。

## 外部連結
- 互联网电影数据库（IMDb）上《母親三十歲》的资料（英文）